# Horhuf
Horhuf (egyéb nevein Harkhuf, Harchuf, Herchuf, Hirchuf) (kb. i. e. 23. század) az ókori egyiptomi uralkodó egyik hercege, az első ismert felfedező.
I. e. 2300 körül – az egyiptomi uralkodó, a fáraó utasítására – Horhuf kereskedelmi kapcsolatokat keresve, a birodalom határainak kiterjesztése céljából, expedícióra indult Núbia területére.
Horhuf a Nílus első kataraktáján (vízesés, zuhatag) túlra, Núbia déli részébe, Jam földjére vezette expedícióit. Első útja során felfedezett egy utat Jamba és drágakövekkel, valamint ásványokkal tért vissza.
Egy későbbi expedíciójáról az Asszuánban található sírkövén, a magával hozott tárgyakról a következőképpen számol be:
300 szamarat, rengeteg tömjént, ébenfát, heknut, gabonát, leopárdot, elefántcsontot, gerelyt és mindenféle jót. Sokkal kiválóbb és szemfülesebb voltam, mint bármely más nemesember, társ, avagy karavánvezető, akit előttem Jamba küldtek.
Utolsó expedíciója során – II. Pepi uralkodásának második évében – Horhuf egy pigmeust vagy ahogy ő nevezte „a szellemek földjéről egy istenek előtt táncoló törpét” vitt haza Jamból.